# Termitophorides heterospinalis
Termitophorides heterospinalis är en tvåvingeart som beskrevs av Borgmeier 1924. Termitophorides heterospinalis ingår i släktet Termitophorides och familjen puckelflugor. Inga underarter finns listade i Catalogue of Life.